# 리프어

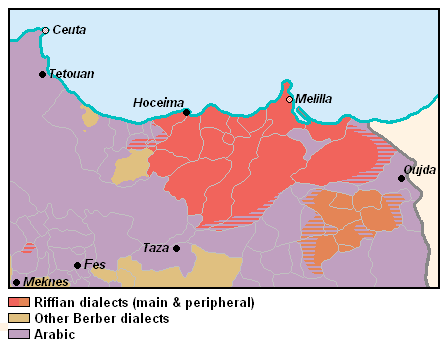

리프어(Riffian) 또는 타리피트어(Tarifit)는 모로코 북부의 리프 산맥(아리프, Arrif) 지역에서 사용되는 베르베르어파 제나타어군 언어이다. 이 지역의 베르베르인을 가리켜 리프인이라고도 하는데, 약 130만 명의 인구가 있다. 자기 이름은 '타마지그트'(Tmaziɣt)이다.